# جيمس إتش برونسون
جيمس إتش برونسون (بالإنجليزية: James H. Bronson)‏ هو جندي أمريكي، ولد في 1838 في مقاطعة إنديانا في الولايات المتحدة، وتوفي في 16 مارس 1884.